# القصد المجرد في معرفة الاسم المفرد
القصد المجرد في معرفة الاسم المفرد، كتاب للإمام ابن عطاء الله السكندري في التصوف، يتحدث فيه عن إسم الله الأعظم وتفصيل حروفه، واشتقاقه، ومقتضى أحكامه، أسمائه، ومعرفة فضله وشرف قدره، وشرح معاني أسراره واختصاص فوائده.

## طبعاته
- دار الفكر العربي، القاهرة، عام 1419 هـ / 1999 م.
- دار قتيبة، دمشق، عام 1410 هـ / 1990 م.
- مكتبة مدبولي، القاهرة، عام 1422 هـ / 2002 م.
- دار الكتب العلمية، بيروت، عام 2005 م، تحقيق: مرسي محمد علي وإبراهيم شمس الدين.